# Митинген
Митинген (њем. Mietingen) општина је у њемачкој савезној држави Баден-Виртемберг. Једно је од 45 општинских средишта округа Биберах. Према процјени из 2010. у општини је живјело 4.045 становника. Посједује регионалну шифру (AGS) 8426073.

## Географски и демографски подаци
Митинген се налази у савезној држави Баден-Виртемберг у округу Биберах. Општина се налази на надморској висини од 524 метра. Површина општине износи 26,3 km². У самом мјесту је, према процјени из 2010. године, живјело 4.045 становника. Просјечна густина становништва износи 154 становника/km².

## Међународна сарадња
| Мјесто | Држава   | Врста сарадње | Од    |
| ------ | -------- | ------------- | ----- |
| Веменд | Мађарска | контакт       | 2000. |
| Извор  |          |               |       |